# 막벨라굴

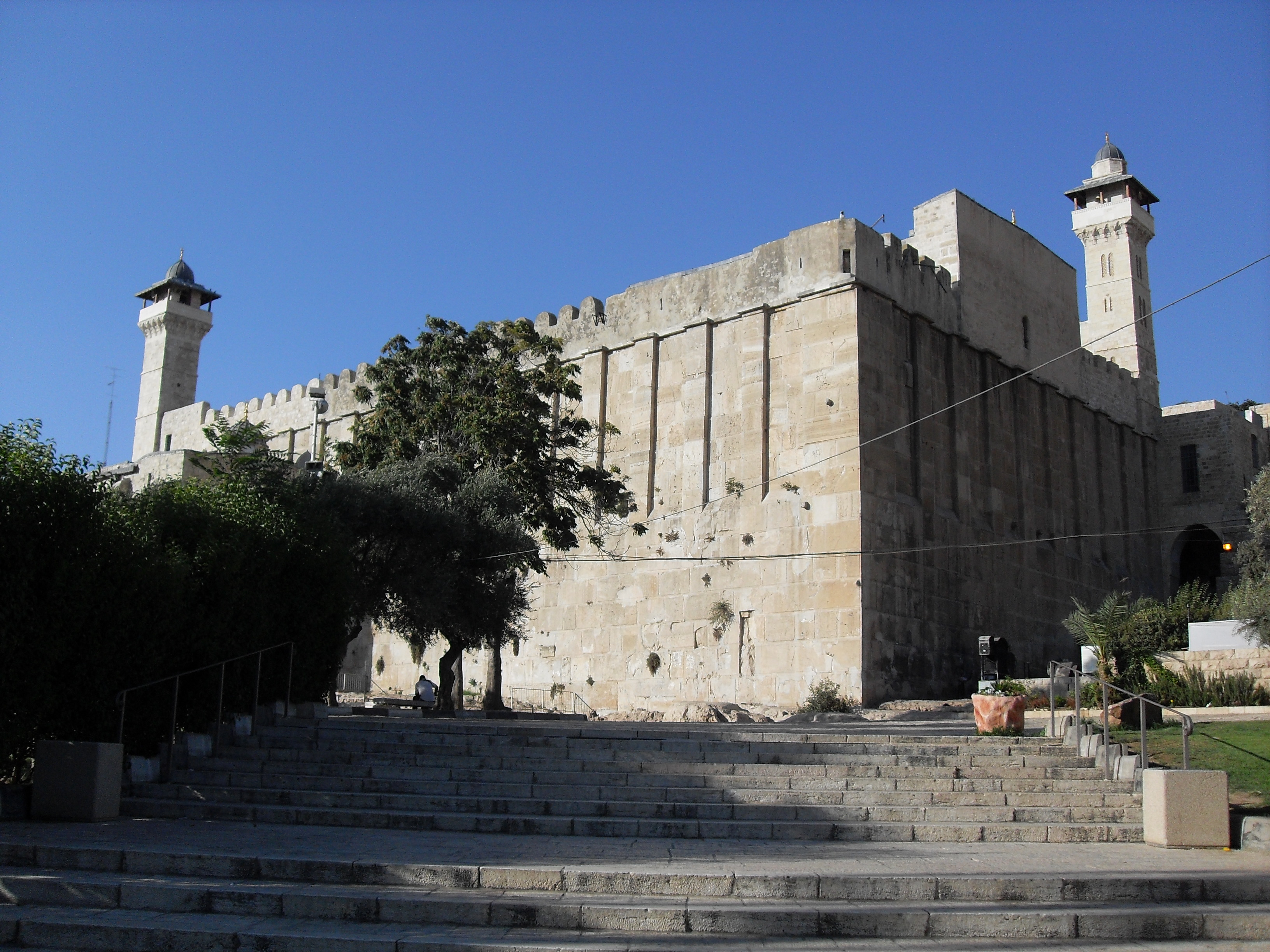
막흐펠라 동굴

막벨라굴(히브리어: מערת המכפלה), 또는 족장의 동굴은 팔레스타인 요르단강 서안 지구 헤브론에 있는 종교 유적지이다. 동굴 위에는 헤로디언 시대의 커다란 직사각형 인클로저가 있다. 비잔틴 기독교인들은 그것을 점령하고 무슬림 정복 이후 이 곳을 이브라히미 모스크로 개종한 바실리카를 지었다. 십자군은 12세기에 이 유적지를 점령했지만 살라딘에 의해 다시 회수되어 모스크로 다시 개조되었다. 이스라엘은 1967년에 이 유적지를 점령하여 시나고그와 회교 사원으로 구조를 나누었다.